# 萬巒宗天宮
22°34′49″N 120°34′28″E / 22.5803494°N 120.5743687°E
萬巒宗天宮位於屏東縣萬巒鄉民和路與重慶路口，由王崇禮創建，主祀天上聖母媽祖，宮內分靈來自嘉義縣東石鄉笨港口港口宮，於2017年4月28日臨時宮正式安座。該廟提供信徒問事、解籤等服務，並致力於宗教交流推廣活動，於2018年與萬巒萬金聖母聖殿合辦「當東方聖母遇見西方聖母」活動。

## 簡史
2014年9月19日正式完成廟地簽約。
2015年1月8日由內政部正式發函准許籌「台灣宗天宮慈善功德會」、並取得合法募款帳號，而籌備宗天宮管理委員會及興建等事項。
2016年12月25日宗天宮正式動土。
2017年4月28日臨時宮正式安座。
2024年12月7日屏東萬巒宗天宮慶成入火安座。